# Arts plastiques au Ve siècle
Arts plastiques au IVe siècle - Arts plastiques au Ve siècle - Arts plastiques au VIe siècle
Chronologie des arts plastiques

## Événements
- Vers 400 :
  - le trésor d'Airan, une parure de princesse barbare datée de la fin du IVe, début Ve siècle, découvert en 1876 à Moult-Argences en Normandie, est enfoui[1].
  - apparition du style ornemental animalier en Scandinavie. Cet art s’épanouit au VIIIe siècle[2]. Il s’impose dans l’art germanique (style I, puis style II à partir du milieu du VIe siècle)[3],[4].

- Vers 420 : découverte de quelque 25 chaudrons hunniques de bronze ou fragments du fleuve Ob jusqu’à Troyes, dans l’aire d’expansion (pour les régions conquises) et l'aire commerciale des Huns. Leur technologie et leur ornementation sont d’origine chinoise. Les plus nombreux ont été retrouvés dans les plaines de la rive gauche du bas Danube et dans le bassin de Tisza et du Danube en Hongrie, les deux centres du pouvoir hunnique. Ces chaudrons, hauts de 35 cm à un mètre, sont tenus pour des récipients sacrificiels, utilisés pour des offrandes, parfois liés à des inhumations[5].

- Vers 420-450 : découverte d’offrandes funéraires destinées à de haut dignitaires huns en Hongrie (sites de Pécs-Üszögpuszta (hu), Bátaszék et Pannanhalma) : pièces de harnachement (ferrets et pendentifs de bride, mors en fer à aiguille dorées, garnitures de selle en or), armes (pointes de flèches à trois ailettes, pointe de lance en fer, longue épée, petits arcs de parade couverts de tôles d’or), plaques-boucles cloisonnées (de ceinture, de bottes, de suspension d’épée). Trésor de la tombe de Szeged-Nagyszéksos (non datée exactement) : torque d’or massif de 407 g, plaques-boucles, vêtements cousus de fil d’or et paillettes d’or, garniture en or d’un fourreau d’épée, d’un arc d’apparat, d’un carquois, de selles, récipients (coupes d’électrum…)[6],[7],[5].

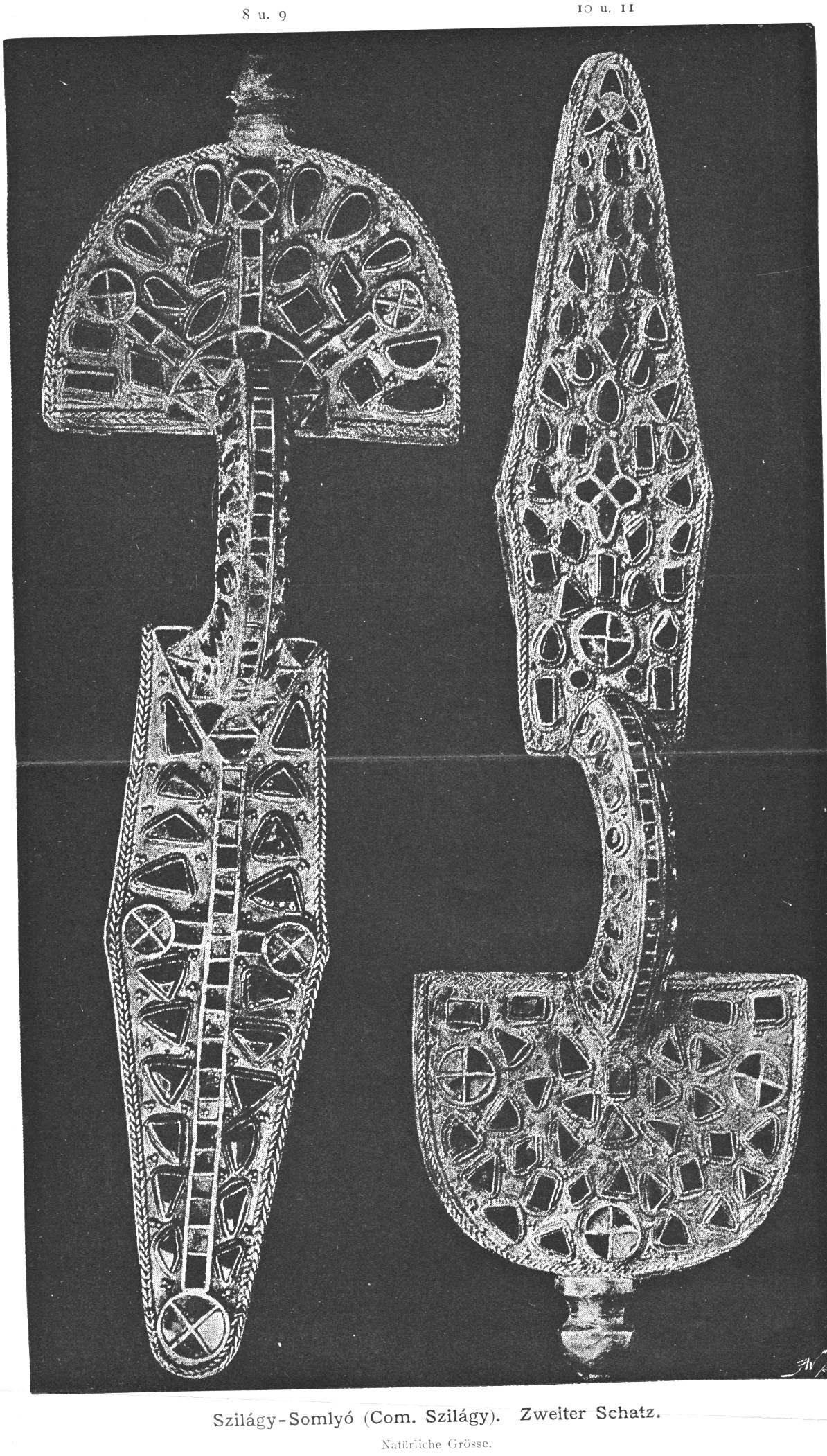
Fibules du trésor de Szilágysomlyó

- 424-425 : trésors de Szilágysomlyó (Transylvanie), composés de fibules d’or et d’argent ornées de pierreries, attribués aux Gépides en fuite, installés depuis le IIIe siècle dans les vallées de la Tisza supérieure, du Szamos et de la Kraszna[5].
- 425-433 : l’art de la mosaïque triomphe au mausolée que s’est fait construire Galla Placidia à Ravenne[8],[9].
- Vers 440 : 
  - « trésor de Carthage », découvert dans une tombe de Koudiat-Zateur en Tunisie, dans un sarcophage romain remployé, identifiée comme sarmate ou alaine de l’époque vandale et datée d’après 439 (plaque-boucle de ceinture cloisonnée en or, de type de Kertch, en Crimée, paillettes de voile de type hunnique)[5].
  - les Romains orientaux offrent à l’aristocratie hunnique des produits de luxe : pourpre, maroquinerie rouge, dattes de Phénicie, poivre indien et autres épices, vaisselle d’or et d’argent, robes de soie, perles et pierres précieuses[5].

- Vers 453-465 : début de la réalisation, sous la suggestion de Tan Yao, des sculptures bouddhistes des grottes de Yungang dans la province chinoise du Shanxi[10].
- Vers 460-480, Inde : deuxième phase de construction des grottes d’Ajantâ (État du Maharashtra), décorées de peintures murales, sous le règne du Vakataka Harishena[11].
- 473-491  : Kassapa Ier établit sa capitale sur le rocher de Sigirîya à Ceylan[12]. La galerie des fresques  contient 21 portraits complets des dames de la cour[13].

- Progression de l’ivoirerie tardo-antique dans les ateliers de Rome, Constantinople, Alexandrie, Milan et Ravenne. (IVe-VIe siècle)[14].
- Inscriptions runiques sur les cornes d'or de Gallehus, provenant probablement du Jutland du Sud[15].

- Premières gravures sur roche sur l’île de Gotland. Cet art s’épanouit au VIIIe siècle[2].

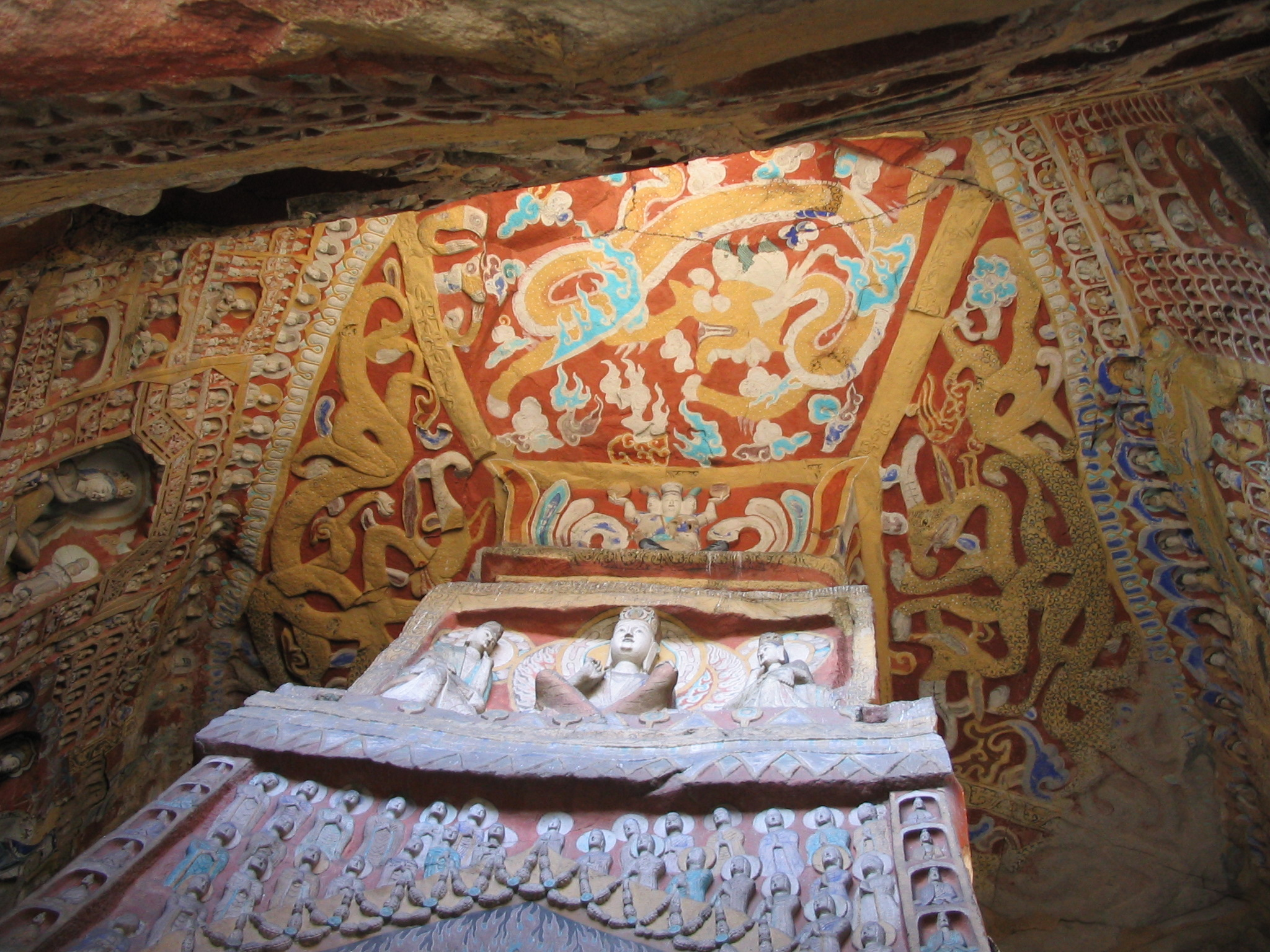
Plafond peint dans les grottes de Yungang.
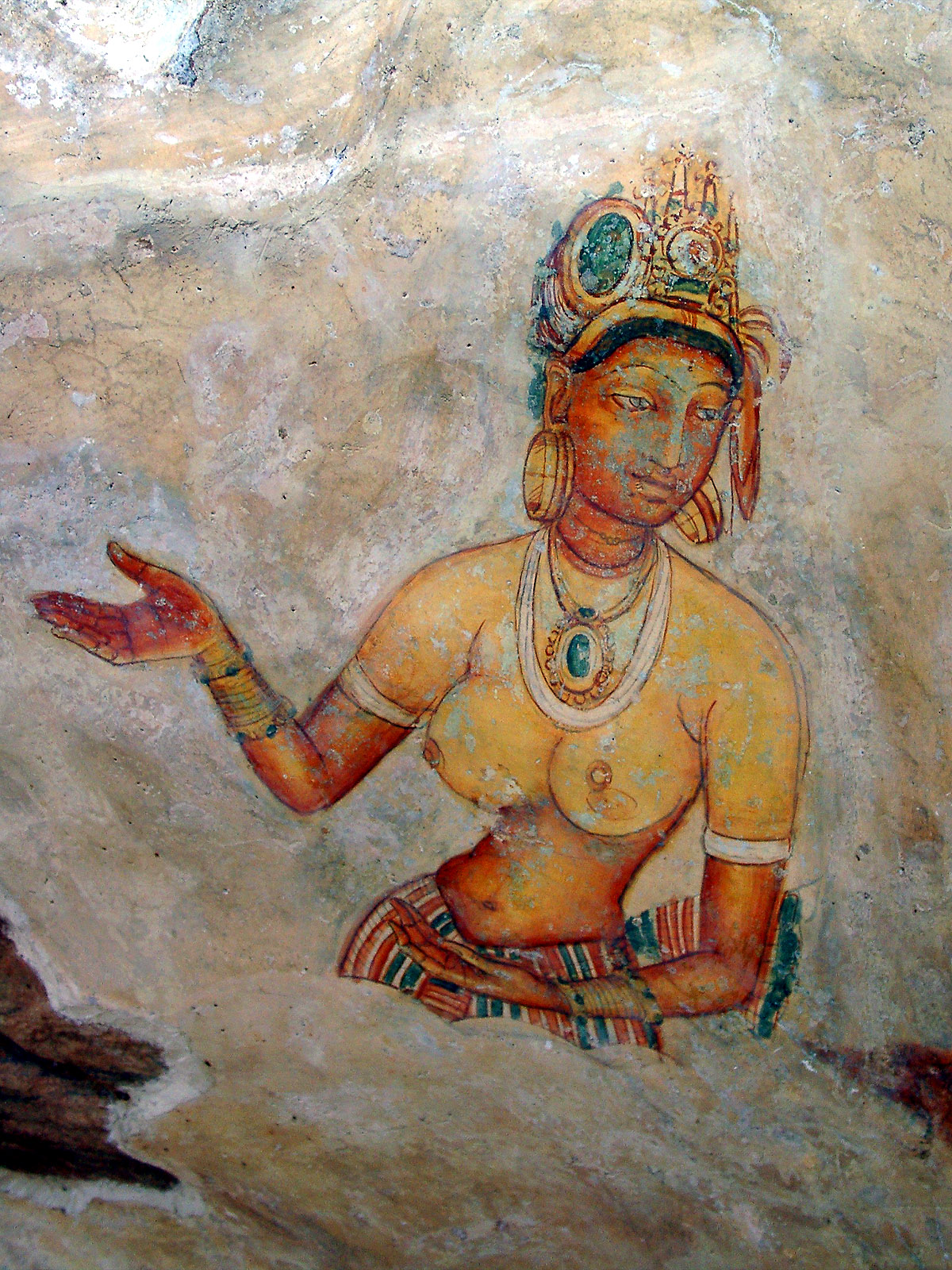
Fresques de Sigirîya.
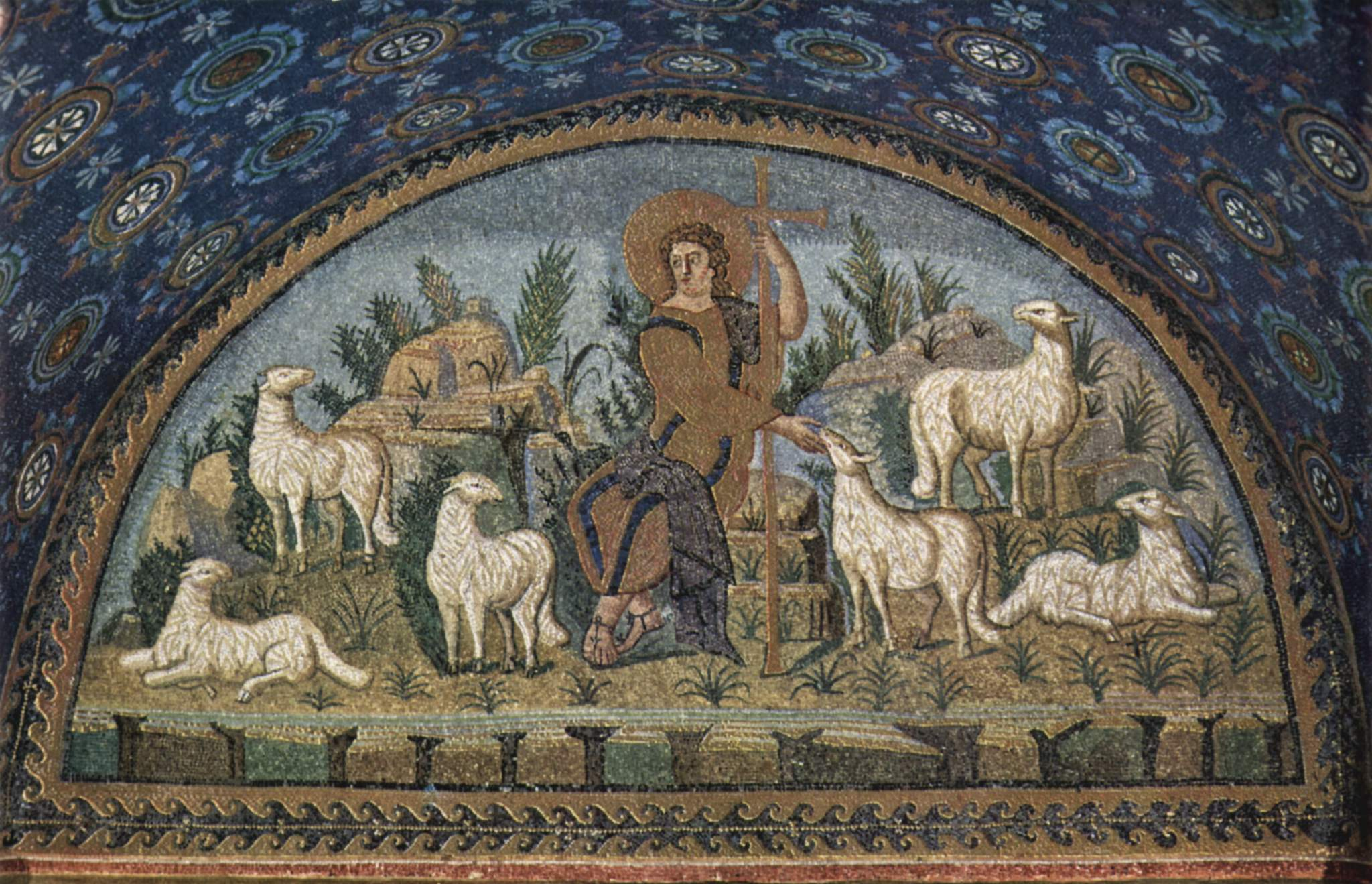
Mosaïque du mausolée de Galla Placidia.
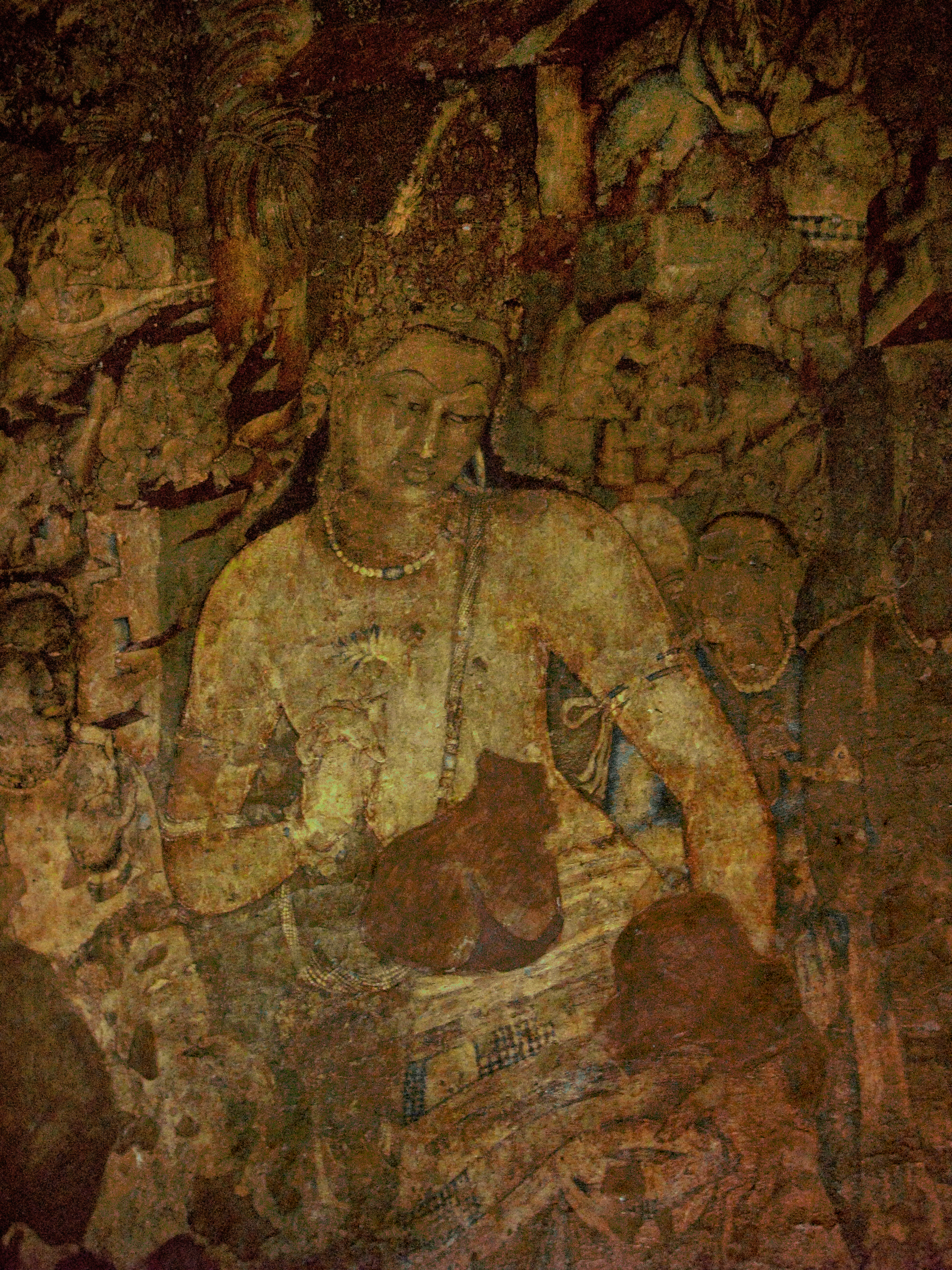
Le Bodhisattva Padmapani, Vestibule du vihâra, caverne 1, peinture indienne de la fin du Ve siècle. Ajantâ.